# Liste des évêques de Nyahururu
Liste des évêques de Nyahururu
(Dioecesis Nyahururensis)
Le diocèse de Nyahururu est un diocèse kényan créé le 5 décembre 2002, par détachement de l'archidiocèse de Nyeri.

## Sont évêques
- 4 janvier 2003-24 décembre 2011 : Luigi Paiaro
- depuis le 24 décembre 2011 : Joseph Mbatia

## Sources
- L'ANNUAIRE PONTIFICAL, sur le site http://www.catholic-hierarchy.org, à la page